# Juan Maglio
Juan José Maglio (ur. 22 lutego 1904 w Buenos Aires, zm. 6 maja 1964) – argentyński piłkarz, napastnik.
Jako gracz klubu San Lorenzo de Almagro wziął udział w turnieju Copa América 1927, gdzie Argentyna zdobyła mistrzostwo Ameryki Południowej. Maglio zagrał w dwóch meczach - z Urugwajem i Peru (zdobył 2 bramki). Jako zdobywca 2 bramek był jednym z sześciu wicekrólów strzelców turnieju.
Maglio poza San Lorenzo grał także w wielu innych klubach argentyńskich - Gimnasia y Esgrima La Plata, Chacarita Juniors i Ferro Carril Oeste. Grał także w lidze włoskiej, w klubie Juventus F.C. Karierę zakończył w 1934 roku, w klubie CA Vélez Sarsfield.
W latach 1925–1931 Maglio rozegrał w reprezentacji Argentyny 9 meczów i zdobył 3 bramki.